# Zelandotipula novarae
Zelandotipula novarae là một loài ruồi trong họ Tipulidae. Chúng phân bố ở vùng sinh thái Australia.